# Guiseley
Guiseley è un paese della contea del West Yorkshire, in Inghilterra.